# Bernardo Aguerre

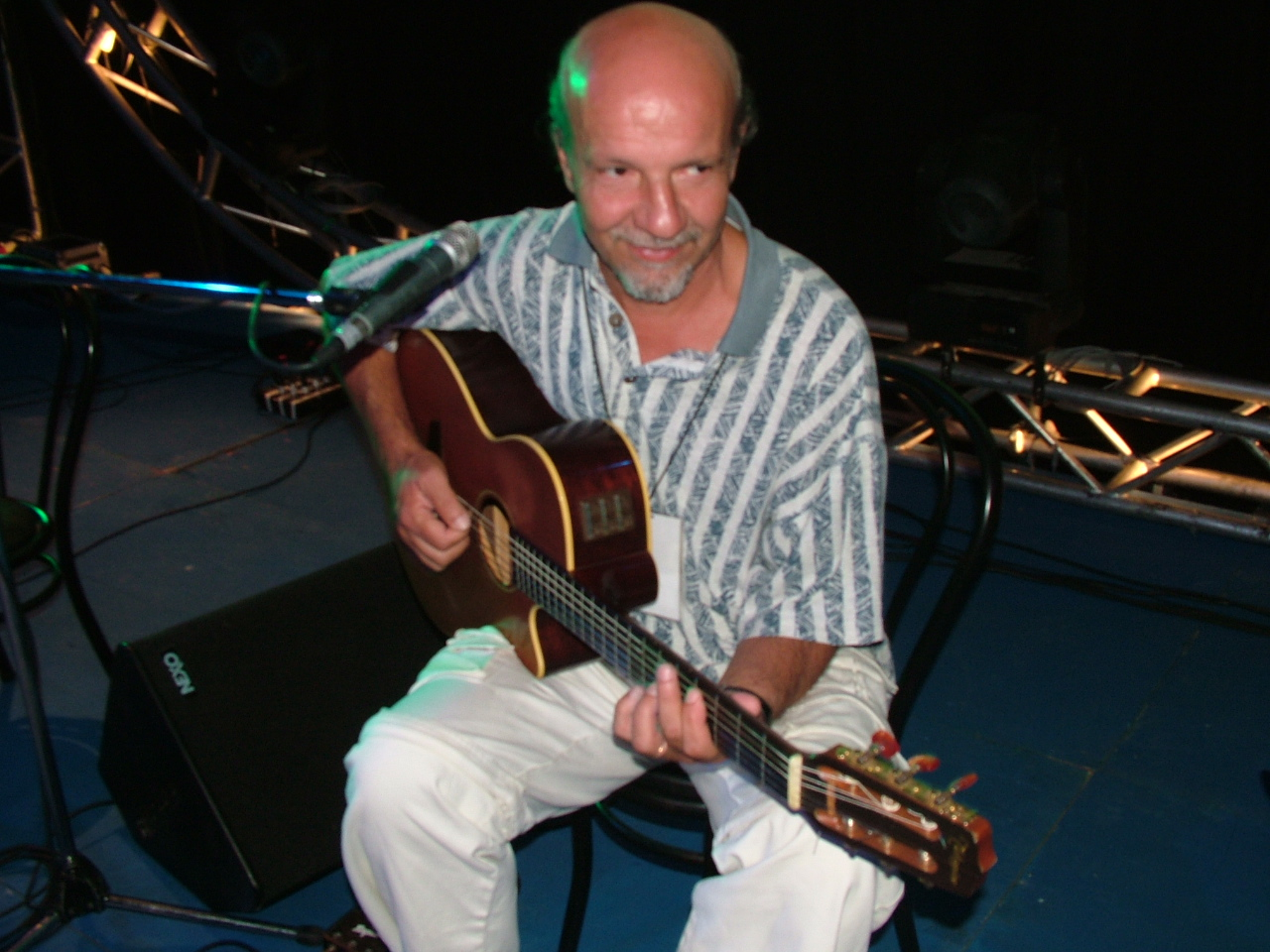
Bernardo Aguerre

Bernardo Aguerre (* 12. August 1953 in Montevideo; † 10. Mai 2022) war ein uruguayischer Gitarrist, Komponist und Arrangeur.

## Leben und Werk
Er war musikalischer Leiter, Arrangeur und Gitarrist des Sängers, Komponisten und uruguayischen Dichters Eduardo Darnauchans, mit dem er zwischen 1981 und 1999 in Uruguay, Argentinien und Brasilien zusammenarbeitete.
Zwischen 1985 und 1987 war er, gemeinsam mit Alberto Magnone, Gustavo Etchenique, Carlos Ferreira und Jaime Roos, Teil der José Carbajal (bekannt als El Sabalero) begleitenden Band, nachdem dieser nach langen Jahren des Exils nach Uruguay zurückgekehrt war.
Von 1991 bis 1998 war er musikalischer Leiter, Arrangeur und Gitarrist der Sängerin und Komponistin Laura Canoura, mit der er auch live in Uruguay, Argentinien und Brasilien auftrat.
Seit jener Zeit war er in gleicher Funktion für die Sängerin Malena Muyala tätig, mit der er ebenfalls Auftritte in Uruguay, Argentinien und Venezuela absolvierte.
Bernardo Aguerre erlag 2022 im Alter von 68 Jahren einer Ende 2021 diagnostizierten Krebserkrankung.

## Diskographie

### Mit Eduardo Darnauchans
- Zurcidor (1981)
- Nieblas & neblinas (1984)
- El trigo de la luna (1989)
- Noches blancas (1991)

### Mit Laura Canoura
- Esa tristeza (1985)
- Puedes oirme (1991)
- Piaf (1995)
- Interior (1996)
- Pasajeros permanentes (1998)

### Mit Malena Muyala
- Temas pendientes (1998)
- Puro verso (2000)
- Viajera (2007)